# Ioan Pop (al Ionichii)
Ioan Pop (al Ionichii) (n. 20 iunie 1880, Șoimușul Român, Comitatul Târnava-Mică, Regatului Ungariei – d. 26 septembrie 1951, Șoimușul Român, RPR) a fost un deputat în Marea Adunare Națională de la Alba Iulia, organismul legislativ reprezentativ al „tuturor românilor din Transilvania, Banat și Țara Ungurească”, cel care a adoptat hotărârea privind Unirea Transilvaniei cu România, la 1 decembrie 1918.

## Biografie și activitate politică
Ioan Pop al Ionichii a fost agricultor, delegat al cercului electoral Ibașfalău. A mai îndeplinit funcția de președinte al comisiei interimare a comunei Șoimuș între 1929-1931. A decedat în comuna natală, Șoimuș, pe 26 septembrie 1951.